# Аеродром Крф
Аеродром „Јанис Каподистријас” Крф (грч. Αερολιμένας Κέρκυρας „Ιωάννης Καποδίστριας”) је међународни аеродром грчког острва и великог туристичког одредишта Крф. Аеродром се налази 2 km јужно од града Крфа.
Крфски аеродром махом опслужује туристе, па преовлађују сезонске линије и чартери. И поред тога, овај аеродром спада међу пет најпрометнијих ваздушних лука у држави. По подацима из 2022. године кроз аеродром Крф је прошло готово 3,5 милиона путника.

## Авио-компаније и дестинације
Следеће авио-компаније обављају редовне и чартер летове на аеродрому Крф:
| Airlines                        | Destinations |
| ------------------------------- | --- |
| Aegean Airlines                 | Athens Seasonal: Heraklion (begins 2 June 2025) |
| Aer Lingus                      | Seasonal: Dublin |
| Air France                      | Seasonal: Marseille, Paris–Charles de Gaulle |
| Air Serbia                      | Seasonal: Belgrade |
| airBaltic                       | Seasonal: Riga |
| Animawings                      | Seasonal: Bucharest–Otopeni, Timișoara (begins 6 June 2025) |
| Arkia                           | Seasonal: Tel Aviv |
| ASL Airlines France             | Seasonal: Paris–Charles de Gaulle (begins 6 July 2025) |
| Austrian Airlines               | Seasonal: Vienna |
| Avion Express                   | Seasonal charter: Vilnius |
| Braathens International Airways | Seasonal charter: Copenhagen |
| British Airways                 | Seasonal: London–Gatwick, London–Heathrow |
| Brussels Airlines               | Seasonal: Brussels |
| Buzz                            | Seasonal charter: Katowice |
| Chair Airlines                  | Seasonal: Zürich |
| Condor                          | Seasonal: Düsseldorf, Frankfurt, Hamburg, Leipzig/Halle, Munich, Stuttgart |
| Corendon Airlines               | Seasonal: Cologne/Bonn, Düsseldorf, Hannover, Nuremberg |
| Corendon Dutch Airlines         | Seasonal: Amsterdam |
| Discover Airlines               | Seasonal: Frankfurt, Munich |
| easyJet                         | Seasonal: Amsterdam, Basel/Mulhouse, Belfast–International, Berlin, Birmingham, Bordeaux (begins 23 June 2025), Bristol, Edinburgh, Geneva, Liverpool, London–Gatwick, London–Luton, Lyon, Manchester, Milan–Malpensa, Nantes Naples, Paris–Charles de Gaulle |
| Edelweiss Air                   | Seasonal: Zürich |
| Enter Air                       | Seasonal charter: Gdańsk, Katowice, London-Gatwick, Poznań |
| Eurowings                       | Seasonal: Berlin, Cologne/Bonn, Düsseldorf, Graz, Hamburg, Salzburg, Stuttgart |
| Finnair                         | Seasonal: Helsinki |
| flydubai                        | Seasonal: Dubai–International |
| Freebird Airlines Europe        | Seasonal charter: Leipzig/Halle |
| Iberia                          | Seasonal: Madrid |
| Iberia Express                  | Seasonal: Madrid |
| Israir                          | Seasonal: Tel Aviv |
| ITA Airways                     | Seasonal: Milan–Linate, Rome–Fiumicino |
| Jet2.com                        | Seasonal: Birmingham, Bournemouth, Bristol, East Midlands, Edinburgh, Glasgow, Leeds/Bradford, Liverpool, London–Luton (begins 21 May 2026), London–Stansted, Manchester, Newcastle upon Tyne |
| LOT Polish Airlines             | Seasonal: Warsaw–Chopin |
| Lufthansa                       | Seasonal: Munich |
| Luxair                          | Seasonal: Luxembourg |
| Marabu                          | Seasonal: Hamburg, Munich |
| Neos                            | Seasonal: Milan–Malpensa, Tel Aviv, Verona |
| Norwegian Air Shuttle           | Seasonal: Copenhagen, Oslo, Riga |
| Ryanair                         | Seasonal: Aarhus, Athens, Barcelona, Bergamo, Berlin, Birmingham, Bologna, Bratislava, Bucharest–Otopeni, Budapest, Charleroi, Cologne/Bonn, Dublin, East Midlands, Edinburgh, Gdańsk, Gothenburg (begins 1 June 2025), Hahn, Karlsruhe/Baden-Baden, Kraków, Liverpool, London–Stansted, Manchester, Marseille, Memmingen, Milan–Malpensa, Münster/Osnabrück, Naples, Niš, Nuremberg, Pisa, Poznań, Prague, Rome–Ciampino, Rome–Fiumicino, Shannon, Sofia, Stockholm–Arlanda, Teesside, Thessaloniki, Toulouse, Treviso, Turin, Verona, Vienna, Vilnius, Warsaw–Modlin, Weeze, Wroclaw, Zagreb |
| Scandinavian Airlines           | Seasonal: Copenhagen Seasonal charter: Gothenburg, Stockholm–Arlanda |
| SkyAlps                         | Seasonal: Bolzano |
| Sky Express                     | Athens, Preveza, Kefalonia, Thessaloniki, Zakynthos |
| SkyUp Airlines                  | Seasonal: Chișinău (begins 24 May 2025) |
| Smartwings                      | Seasonal: Brno, Katowice, Ostrava, Prague, Warsaw–Chopin Seasonal charter: Bratislava, Budapest |
| Sundair                         | Seasonal: Dresden, Lübeck |
| Swiss International Air Lines   | Seasonal: Geneva |
| Trade Air                       | Seasonal charter: Ljubljana |
| Transavia                       | Seasonal: Amsterdam, Nantes, Paris–Orly, Rotterdam/The Hague |
| TUI Airways                     | Seasonal: Aberdeen, Belfast–International, Birmingham, Bournemouth, Bristol, Cardiff, East Midlands, Edinburgh, Exeter, Glasgow, Leeds/Bradford, London–Gatwick, London–Luton, London–Stansted, Manchester, Newcastle upon Tyne, Norwich |
| TUI fly Belgium                 | Seasonal: Brussels |
| TUI fly Deutschland             | Seasonal: Düsseldorf, Frankfurt, Hannover, Munich, Nuremberg, Stuttgart |
| TUI fly Netherlands             | Seasonal: Amsterdam, Cork, Dublin |
| Tus Airways                     | Seasonal: Larnaca, Tel Aviv |
| Universal Air                   | Seasonal: Malta, Pécs (both end 30 May 2025) |
| Volotea                         | Seasonal: Bordeaux, Lille, Lyon, Nantes, Strasbourg, Toulouse |
| Vueling                         | Seasonal: Rome–Fiumicino |
| Wizz Air                        | Seasonal: Bucharest–Otopeni, Budapest, Cluj-Napoca, Katowice, Milan–Malpensa, Rome–Fiumicino, Vienna, Warsaw–Chopin |